# Hymna Sovětského svazu
Hymna Sovětského svazu byla hymna dnes již neexistujícího státu, která byla používána od roku 1944 do zániku tohoto státu v roce 1991.

## Historie
Před touto hymnou byla oficiální hymnou Sovětského svazu Internacionála. Tato píseň byla svázána s dělnickou revolucí a protože si Stalin myslel, že konečného cíle dělníků bylo již úspěšně dosaženo, rozhodl se hymnu změnit. Realizaci změny pozdržela druhá světová válka. Text a hudba tak vznikaly za Stalinova důkladného dozoru v druhé polovině roku 1943, soutěže o sestavení prvního návrhu se zúčastnilo více než 20 nejlepších spisovatelů a skladatelů. Autoři slov vítězného návrhu jsou váleční reportéři kapitán Sergej Vladimirovič Michalkov (také populární autor dětské literatury) a major Gabriel Ureklian (Armén, který používal pseudonym El-Registán). Autorem melodie je Alexandr Vasiljevič Alexandrov. Prvního představení se nová hymna dočkala 1. ledna 1944, oficiálně byla za hymnu prohlášena 15. března téhož roku. Melodie hymny byla do té doby (tedy 1938–1944) používána jako hymna Komunistické strany Sovětského svazu.
Jednotlivé svazové republiky během následujících let začaly používat svoje národní hymny. Výjimkou byla Ruská federace, která nikdy národní hymnu neměla (byť její návrh v soutěži složil Dmitrij Šostakovič).
Po roce 1953, kdy Stalin zemřel, měla být hymna změněna (Stalinovo jméno bylo výslovně v textu zmíněno). K tomu však nikdy nedošlo, místo toho byla hymna hrána beze slov, a to až do roku 1977. V tomto roce byl text Michalkovem slabě pozměněn, verš "Nas vyrastil Stalin na věrnosť narodu" byl nahrazen slovy "Na pravoje dělo on podňal narody".

## Text a překlad hymny
| Originální text | Transkripce | Český překlad |
| --- | --- | --- |
| Союз нерушимый республик свободных Сплотила навеки Великая Русь. Да здравствует созданный волей народов Единый, могучий Советский Союз! Славься, Отечество наше свободное, Дружбы народов надёжный оплот! Партия Ленина — сила народная Нас к торжеству коммунизма ведёт! Сквозь грозы сияло нам солнце свободы, И Ленин великий нам путь озарил: На правое дело он поднял народы, На труд и на подвиги нас вдохновил! Славься, Отечество… В победе бессмертных идей коммунизма Мы видим грядущее нашей страны, И Красному знамени славной Отчизны Мы будем всегда беззаветно верны! Славься, Отечество… | Sojuz něrušimyj respublik svobodnych Splotila navěki Velikaja Rus. Da zdravstvujet sozdannyj volej narodov Jedinyj, mogučij Sovětskij Sojuz! Slavsja, Otěčestvo naše svobodnoje, Družby narodov naďožnyj oplot! Partija Lenina — sila narodnaja Nas k toržestvu kommunizma veďot! Skvoz grozy sijalo nam solnce svobody, I Lenin velikij nam puť ozaril, Na pravoje dělo on podňal narody, Na trud i na podvigi nas vdochnovil! Slavsja, Otěčestvo… V pobedě bessmertnych idej kommunizma My vidim grjaduščeje našej strany, I Krasnomu znameni slavnoj Otčizny My buděm vsegda bezzavětno věrny! Slavsja, Otěčestvo… | Neotřesitelný svaz svobodných republik stmelila na věky Veliká Rus. Ať žije stvořený vůlí národů jednotný, mocný Sovětský svaz! Sláva ti, naše svobodná vlasti, spolehlivá záruko přátelství národů! Leninova strana je silou národa a vede nás k vítězství komunismu! Skrz bouře nám svítilo slunce svobody a veliký Lenin nám ozářil cestu, národy podnítil ke správné věci, nadchnul nás k práci a hrdinství! Sláva ti… Ve vítězství nesmrtelných idejí komunismu vidíme budoucnost naší země, a rudému praporu naší slavné vlasti budeme na věky bezmezně věrni! Sláva ti… |

### Umělecký překlad
Umělecký překlad
(Jiří Taufer)

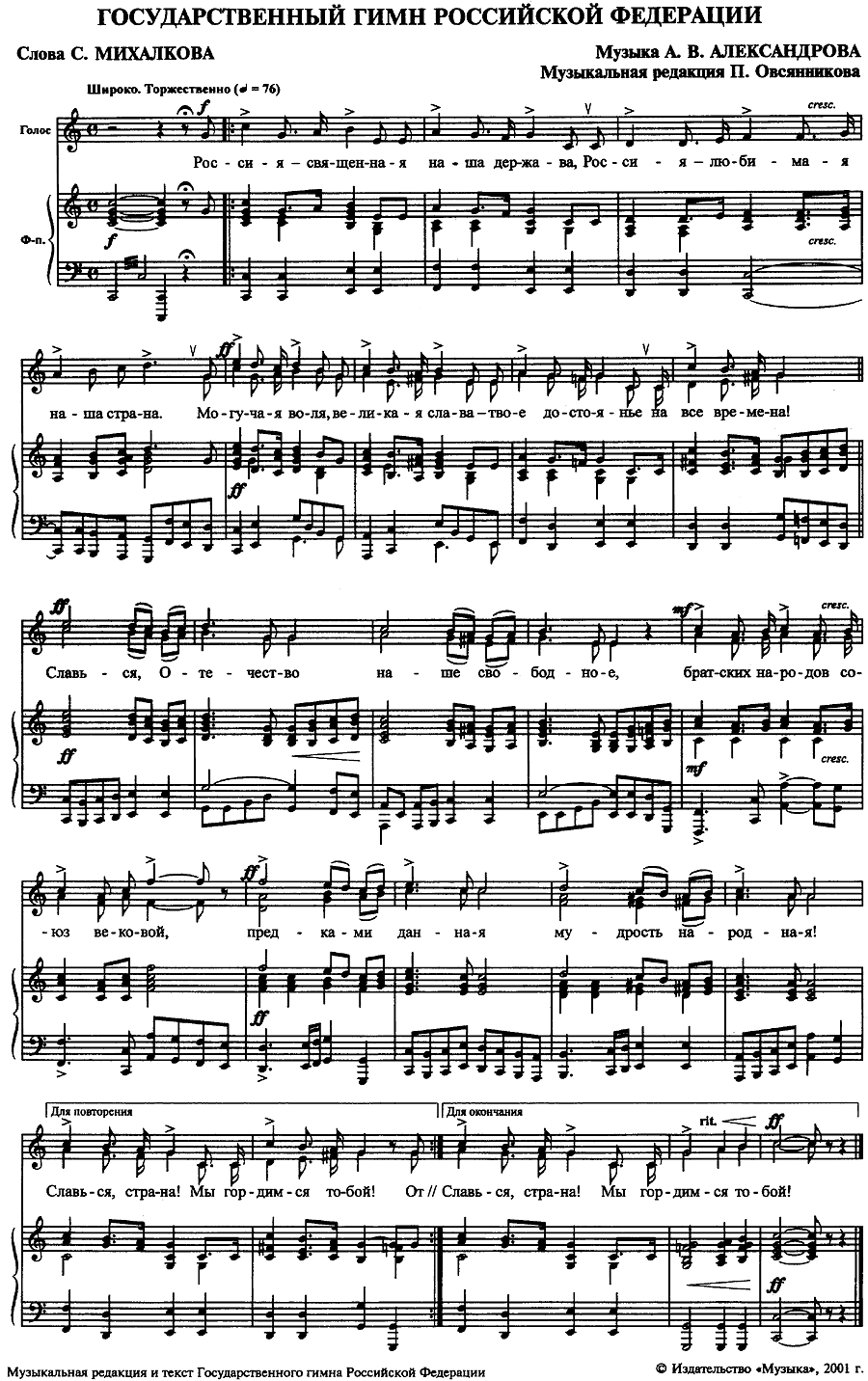
Notový zápis s textem hymny Ruské federace

Kol Rusi veliké teď republik volných

zní jednoty na věky svobodný hlas,

to z národů vůle je svaz nerozborný.

Ať žije náš mohutný Sovětský Svaz!

Sláva ti otčino, ty naše svobodná,

v ní družby národů opora tkví!

Ať prapor sovětů, ať prapor lidový

nás od vítězství vede k vítězství.

Kdys volnost jak slunce nám zářila v dáli

k ní veliký Lenin nás bouřemi veď;

a věrnosti lidu vždy nás učil Stalin,

nás učil jít v práci i hrdinství vpřed.

Sláva ti otčino, ty naše svobodná,

v ní štěstí národů opora tkví!

Ať prapor sovětů, ať prapor lidový

nás od vítězství vede k vítězství.
V první verzi hymny z roku 1944 se v refrénu objevuje:
Slavsja, Otěčestvo naše svobodnoje,

Družby narodov naďožnyj oplot!

Znamja sovětskoje, znamja narodnoje, 

Pusť od pobědy k pobědě veďot.

Tomu odpovídá umělecký překlad Jiřího Taufera.

## Současnost
Rusko používá od roku 2001 jako svou hymnu píseň, jejíž melodie je shodná s původní hymnou SSSR. Slova jsou však z větší části odlišná (více vlastenecky orientovaná a oproštěná od komunistických hodnot). Jejich autorem je opět Sergej Vladimirovič Michalkov.